# Конрад Генляйн
Конрад Ернст Едуард Генляйн (нім. Konrad Ernst Eduard Henlein; 6 травня 1898 — 10 травня 1945) — німецький нацистський політичний діяч Судетської області. Лідер чехословацьких фольксдойче, засновник Судето-німецької партії Чехословаччини. Намісник в окупованій Німеччиною Судетської області. Обергруппенфюрер СС (21 червня 1943).

## Біографія
Народився в сім'ї клерка. Батько його матері був чехом, що Генляйну згодом довелося приховувати. Під час Першої світової війни Генляйн вступив добровольцем в австро-угорську армію. З травня 1916 по листопад 1917 року воював на італійському фронті. Під час бойових дій Генляйн був поранений і захоплений в полон італійськими військами. До кінця війни він перебував у таборі для військовополонених на італійському острові Асінара (біля берегів Сардинії). У полоні Генляйн займався вивченням діяльності німецького патріота і педагога Фрідріха Людвіга Яна. У 1919 році він повернувся в рідне місто Габлонц, яке увійшло до складу утвореної Чехословаччини, і влаштувався на роботу в банк.
У 1925 році Генлейн переїхав в Аш і став учителем гімнастики в школі. З цього часу він бере активну участь у громадському житті судетських німців.
З 1931 року — голова Німецької гімнастичної асоціації в Чехословаччині. З 1 жовтня 1933 року — голова партії «Судетонімецький патріотичний фронт», яка вимагала автономії судетських німців в рамках Чехословаччини. Він зіграв велику роль в політичній консолідації німців всієї Чехословаччини, до цього роз'єднаних як в плані національної самосвідомості, так і політично. У 1935 році партія змінила назву, ставши Судетською німецькою партією (СДП). Президент Томаш Масарик вважав Генляйна «чесною людиною» і допустив його партію до виборів, незважаючи на заперечення деяких впливових діячів свого оточення. Хоча СДП була далеко не єдиною партією німців Чехословаччини, її гучна перемога на парламентських виборах 1935 року (де вона набрала більше голосів, ніж будь-яка з «чехословацьких» партій) підтвердила її претензії на політичне представництво всієї національної меншини, і в подальшому вона розглядалася керівництвом країни саме в цій якості. Втім, від участі в чехословацькому уряді Генляйн відмовився, хоча міністри від інших німецьких партій в нього ввійшли. Перемога СДП в 1935 році позначилася негативно на перспективах політичної системи Чехословаччини, викликала у політиків різних напрямків відчуття краху держави і нацистської загрози.
Після підписання Мюнхенської угоди Генляйн вступив у НСДАП і був призначений райхскомісаром Судетської області. 1 травня 1939 року призначений гауляйтером і рейхсштатгальтером нової рейхсгау Судети.
У травні 1945 взятий у полон американськими військами. Наклав на себе руки 10 травня 1945 року, розбивши окуляри і перерізавши склом пахову вену.

## Нагороди
- Нагрудний знак «За поранення» в чорному
- Пам'ятна військова медаль (Австрія) з мечами
- Почесний хрест ветерана війни з мечами
- Почесний доктор факультету права і державознавства Університету Бреслау (7 листопада 1936)
- Кільце «Мертва голова»
- Почесна шпага рейхсфюрера СС
- Медаль «У пам'ять 13 березня 1938 року»
- Медаль «У пам'ять 1 жовтня 1938» із застібкою «Празький град»
- Золотий партійний знак НСДАП
- Хрест Воєнних заслуг 2-го і 1-го класу